# Pitkovice (tvrz)
Tvrz v Pitkovicích je zaniklé panské sídlo v Praze 10 v místech hospodářského dvora mezi ulicemi Žampionová, Hlívová a K Dálnici.

## Historie
Ves Pitkovice jsou poprvé zmíněny roku 1234, kdy zde sídlil Ota z Pitkovic. Po roce 1336 držel ves staroměstský měšťan Albrecht Štuk a k roku 1380 jeho syn Václav. Václav zemřel před rokem 1404 a ves zdědil jeho syn Johánek, který zde sídlil ještě roku 1443.
V letech 1487–1502 je zmiňován Hynek z Pitkovic a od roku 1519 je jeho syn Zdeněk uváděn jako vlastník vsi. Později získala majetek jeho sestra Kateřina, která kolem roku 1530 prodala tvrz v Pitkovicích Matěji Strnadovi z Tryskovic.
Roku 1545 prodali Strnadové z Tryskovic tvrz Ondřeji Čachovskému z Jinočan. Později se dostala zpět do vlastnictví Jana Strnada a roku 1583 (po letech poručnictví) přešla na Václava Strnada z Tryskovic.
Václav roku 1589 prodal tvrz, poplužní dvůr a ves Jaroslavu Smiřickému ze Smiřic a ten trvale připojil Pitkovice k Uhříněvsi. Dvůr s tvrzí se stal brzy pustým, na jeho místě vznikl ve druhé polovině 18. století vrchnostenský dvůr, jehož dochovaná sýpka a brána jsou památkově chráněny.